# Vitu2k
Vitor Stavarengo, mais conhecido como Vitu2k (Campinas, 09 de agosto de 1996), é um engenheiro brasileiro e atleta profissional de esportes eletrônicos. Iniciou em PUBG Mobile e se tornou campeão brasileiro na modalidade; atualmente joga pela equipe da iNCO Gaming. Vitu2k é um dos mais antigos jogadores competitivos de PUBG Mobile, iniciando no cenário competitivo em 2018. 
Segundo o Esports Earnings, o jogador tem ganhos aproximados de $44 mil dólares, 100% provenientes de campeonatos de PUBG Mobile.

## BIOGRAFIA
Nascido e criado em Campinas, São Paulo, Vitu2k é um completo apaixonado por jogos, que foi inserido em sua vida ainda quando criança; também teve a oportunidade de jogar PUBG ainda na versão de PC. Além de jogar, também passava boa parte de seu tempo assistindo transmissões ao vivo e estudando.
Em meados de 2018, ainda na versão BETA, o atleta se apaixonou pelo game, onde dedicou boa parte do seu tempo jogando com amigos, até se desafiar e entrar em salas competitivas, conhecida como Scrim.
Após um longo período de experiencias, decidiu ingressar em campeonatos que até então era apenas de comunidade. Em 2019 o jogador conquistou seu primeiro título relevante: RP Challenge, faturando com seus companheiros cerca de R$18 mil.
Com passagens por Nova Esports, Alpha7 e atualmente defende a equipe iNCO Gaming e é campeão brasileiro de PUBG Mobile (PMPL Brasil), conquistado no segundo semestre de 2022, além da sétima colocação no mundial, que foi disputado na Malásia e a fase final na Indonesia.

## Títulos
2019
National League - Season 1
RP Challenge – 2019

2020
Codashop Global Series Brazil 2020
PUBG Mobile Masters League Season 7

2021
Copa ZM
Brazil Open Season 2
Brazil Open Season 3

2022
PUBG Mobile Pro League - Brazil Fall 2022
1. ↑  «#49 PODCAST - Vitor Stavarengo "Vitu2K" Jogador Profissional Inco Gaming de Hora do Birico Podcast». Spotify for Podcasters. Consultado em 30 de abril de 2023
2. 1 2  «Com premiação de R$ 72 mil, iNCO Gaming é campeã do PUBG Mobile Pro League». Bolavip Brasil. Consultado em 30 de abril de 2023
3. ↑  Carrino, Giuseppe (24 de março de 2023). «PMPL Brasil 2023: conheça as equipes que vão participar da competição». GameHall. Consultado em 30 de abril de 2023
4. ↑  https://noticias.r7.com/cidades/folha-vitoria/ao-vivo-entrevista-direto-da-malasia-com-os-jogadores-da-inco-gaming-15112022
5. ↑  https://noticias.r7.com/cidades/folha-vitoria/pubg-mobile-realiza-showmatch-entre-t3ddy-jean-cocielo-e-vitu2k-no-aranhaverso-20012022
6. ↑  https://www.incogaming.com.br/players
7. ↑  «VITU - Vitor Stavarengo - PLAYERUNKNOWN'S BATTLEGROUNDS Mobile Player Profile :: Esports Earnings». www.esportsearnings.com. Consultado em 30 de abril de 2023
8. ↑  «NOSSOS PLAYERS». iNCO Gaming. Consultado em 30 de abril de 2023
9. ↑  Vitória, Folha (14 de abril de 2023). «PUBG Mobile: classificados, iNCO Gaming sonha com o Bicampeonato». Folha Vitória. Consultado em 30 de abril de 2023
10. ↑  «PUBG Mobile: brasileiros da Alpha 7 ficam em terceiro no Mundial». ge. Consultado em 30 de abril de 2023
11. ↑  «iNCO Gaming vence o PUBG Mobile Pro Fall 2022 e segue para a PMPL Américas». www.folhape.com.br. Consultado em 30 de abril de 2023